# Alfa1-antichimotripsina

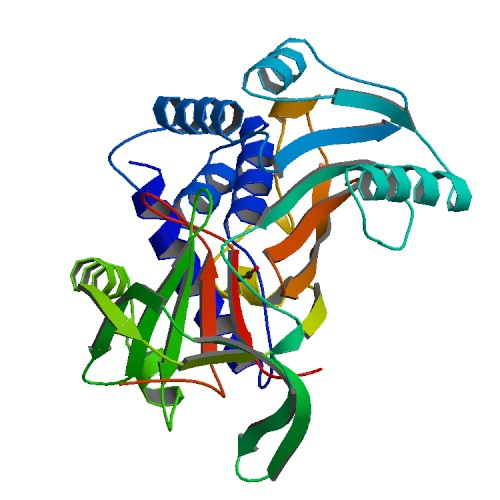

La Alfa1-antichimotripsina, o α1-antichimotripsina, è una proteina di fase acuta, un marcatore precoce di infiammazione, che aumenta in caso di infiammazione batterica e in caso di necrosi del miocardio. 
L'alfa 1-antichimotripsina potenzia l'effetto degli anticorpi e quindi della risposta immunitaria umorale, e diminuisce l'effetto delle cellule immunitarie natural killer e quindi della risposta cellula-mediata.
Inoltre può anche differenziare un ittero ostruttivo (nel quale aumenta l'alfa 1-antichimotripsina) da un ittero epatocellulare (nel quale diminuisce).